# 辛慶忌
辛 慶忌（しん けいき、? - 紀元前12年）は、前漢の武将。字は子真。隴西郡狄道県の人。

## 略歴

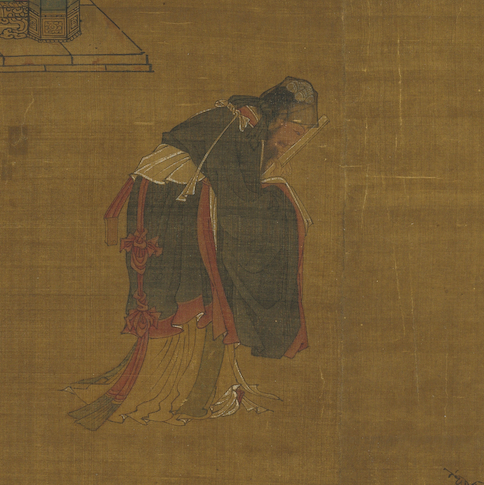
辛慶忌

父は破羌将軍辛武賢。辛慶忌は父の任子により右校丞となり、長羅侯常恵に従って烏孫と戦い、功を立てた。それにより侍郎となり、校尉に異動し、吏や兵を率いて焉耆に駐屯した。帰還すると謁者となったが、彼の名を知る者は少なかった。
元帝が即位したばかりの頃に金城長史に任命され、秀才に推挙されて郎中車騎将に異動し、朝廷にも彼を重んじる者が増えてきた。さらに校尉に遷り、張掖太守・酒泉太守となった。
成帝が即位すると、光禄大夫に任命され、左曹中郎将に遷り、執金吾に至った。しかし趙充国の一族との遺恨から趙氏が辛氏を殺した報復で子が趙氏を殺した事件があり、それに連座して酒泉太守に左遷された。だが一年余り後、大将軍王鳳が辛慶忌を推薦したため、呼び戻されて光禄大夫・執金吾となった。法に触れて再度雲中太守に左遷されたが、また呼び戻されて光禄勲になった。
その頃、災異がしばしば起こっていたが、それについて丞相司直何武は封事をたてまつり、災いを未然に防ぐため辛慶忌を用いるべきであると主張した。その後、辛慶忌は鴻嘉元年（紀元前20年）に右将軍・諸吏散騎給事中となり、鴻嘉3年（紀元前18年）には光禄勲を兼任し、永始2年（紀元前15年）に左将軍となった。元延元年（紀元前12年）、在官のまま病死した。
辛慶忌は質素で恭しい性格であったが、馬や馬車だけは豪奢であった。匈奴や西域は彼に心服した。
子の辛通は護羌校尉、辛遵は函谷関都尉、辛茂は水衡都尉や太守となり、それぞれ将帥の風格があった。宗族には二千石の官に至る者が十数人いた。
王莽は当初は彼ら辛氏を重用しようとしたが、辛氏が王莽の与党である甄豊・甄邯に従おうとしなかったため、呂寛の事件が起こった際に辛氏も連座して多くの者が誅殺された。